# Андріяшівське газоконденсатне родовище
Андріяшівське газоконденсатне родовище — газоконденсатне родовище, що належить до Глинсько-Солохівського газонафтоносного району Східного нафтогазоносного регіону України.

## Опис
Розташоване в Сумській області на відстані 24 км від м. Ромни.
Знаходиться в приосьовій зоні центр. частини Дніпровсько-Донецької западини в межах півн.-зах. закінчення Глинсько-Розбишівського валу.
Підняття виявлене в 1962 р.
Структура є наскрізною асиметричною брахіантикліналлю зах. простягання, розміри в межах ізогіпси — 4650 м 5,9х2,1 м, амплітуда 170 м. Перший промисл. приплив газу та конденсату отримано з газових покладів верхнього візе з інт. 4690-4726 м в 1982 р.
Поклади склепінчасті, пластові, тектонічно екрановані, деякі літологічно обмежені. Режим покладів газовий.
Експлуатується з 1985 р. Запаси початкові видобувні категорій А+В+С1: газу — 27781 млн. м³; конденсату — 5527 тис. т.